# Tomás Händel
Tomás Romano Pereira dos Santos Händel (* 27. November 2000 in Guimarães) ist ein portugiesisch-österreichischer Fußballspieler, der aktuell bei Vitória Guimarães unter Vertrag steht.

## Karriere

### Verein
Händel begann seine fußballerische Ausbildung beim Moreirense FC, ehe er 2010 zu Vitória Guimarães wechselte. In der Saison 2018/19 spielte er mindestens zweimal für die U23 seines Vereins in der Liga Reveleção. In der Folgesaison kam er dort zu 16 Einsätzen. Im Juli 2021 unterzeichnete er seinen ersten Profivertrag bei dem portugiesischen Erstligisten. Daraufhin debütierte er am 22. August 2021 (3. Spieltag) gegen den FC Vizela über die vollen 90 Minuten für die erste Mannschaft von Pêpa.
Sein Vertrag läuft bis 2023 und besitzt eine Ausstiegsklausel von 50 Millionen Euro.

### Nationalmannschaft
Händel entschied sich 2019 nach einer Nominierung für eine österreichische Juniorenmannschaft gegen die Österreicher, um eine Karriere bei der portugiesischen Nationalmannschaft zu machen. Anfang September kam er schließlich zu seinem ersten Einsatz im U21-Team der Portugiesen.